# Isolde Wagner
Isolde von Bülow (Isolde Wagner), también conocida como Isolde Beidler (1865 - 1919), hija de Hans von Bülow (o de Richard Wagner) y Cosima Liszt, fue la esposa del director de orquesta Franz Beidler (1872–1930).

## Vida
Su madre dejó a su padre para casarse con el compositor Richard Wagner. La paternidad de Von Bülow o Wagner ha quedado siempre en duda. Ella y su hermana Eva adoptaron el apellido Wagner pero Cósima sólo reconoció a Siegfried Wagner como único heredero legítimo pese a las reclamaciones de Isolde en un sonado juicio contra su madre en 1913.
Producto de su matrimonio en 1900 con el director Franz Beidler —quien pugnó por la dirección del Festival de Bayreuth frente a Siegfried Wagner— es su hijo el jurista suizo Franz Wilhelm Beidler (1901–1981), que se casó en 1925 con Ellen Gottschalk, de origen judío, fue marxista y conocido enemigo del nacionalsocialismo, y elevó una propuesta para que se creara una fundación integrada por artistas e intelectuales censurados por el nazismo como Thomas Mann, Arnold Schoenberg, Paul Hindemith y Arthur Honegger para dirigir el festival al final de la guerra.